# Dufferin—Caledon
Pour les articles homonymes, voir Dufferin et Caledon (homonymie).
Pour la circonscription provinciale, voir Dufferin—Caledon (circonscription provinciale).
Circonscription électorale fédérale du Canada
Dufferin—Caledon est une circonscription électorale fédérale en Ontario.

## Géographie
La circonscription est située au nord de Toronto. La circonscription est constituée des entités municipales suivantes : Caledon, Orangeville, Mono, Shelburne, Amaranth, Mulmur, Melancthon, East Luther Grand Valley et East Garafraxa. 
En 2011, les circonscriptions limitrophes étaient Bramalea—Gore—Malton, Brampton—Springdale, Brampton-Ouest, Bruce—Grey—Owen Sound, Oak Ridges—Markham, Perth—Wellington, Simcoe—Grey, Vaughan et Wellington—Halton Hills. Depuis 2015, les circonscriptions limitrophes sont Bruce—Grey—Owen Sound, Simcoe—Grey, Perth—Wellington, Wellington—Halton Hills, King—Vaughan, Brampton-Est, Brampton-Nord et Brampton-Ouest.

## Historique
La circonscription de Dufferin—Caledon est créée en 2003 à partir de Dufferin—Peel—Wellington—Grey.

## Députés
| Législature                              | Années        | Député       | Parti | Parti        |
| ---------------------------------------- | ------------- | ------------ | ----- | ------------ |
| Dufferin—Peel—Wellington—Grey avant 2003 |               |              |       |              |
| 38e                                      | 2004–2006     | David Tilson |       | Conservateur |
| 39e                                      | 2006–2008     | David Tilson |       | Conservateur |
| 40e                                      | 2008–2011     | David Tilson |       | Conservateur |
| 41e                                      | 2011–2015     | David Tilson |       | Conservateur |
| 42e                                      | 2015–2019     | David Tilson |       | Conservateur |
| 43e                                      | 2019–2021     | Kyle Seeback |       | Conservateur |
| 44e                                      | 2021–2025     | Kyle Seeback |       | Conservateur |
| 45e                                      | 2025–en cours | Kyle Seeback |       | Conservateur |

## Résultats électoraux
|       | Candidat               | Parti        | # de voix | % des voix |
|       | (X) David Allan Tilson | Conservateur | +27 977,  | 46,28 %    |
|       | Ed Crewson             | Libéral      | +23 643,  | 39,11 %    |
|       | Rehya Yazbek           | NPD          | +04 398,  | 7,28 %     |
|       | Nancy Urekar           | Vert         | +04 433,  | 7,33 %     |
| Total | Total                  | Total        | 60 451    | 100 %      |

|       | Candidat         | Parti        | # de voix | % des voix |
|       | (x) David Tilson | Conservateur | +28 647,  | 59,01 %    |
|       | Bill Prout       | Libéral      | +06 361,  | 13,1 %     |
|       | Leslie Parsons   | NPD          | +06 409,  | 13,2 %     |
|       | Ard Van Leeuwen  | Vert         | +07 132,  | 14,69 %    |
| Total | Total            | Total        | 48 549    | 100 %      |

|       | Candidat         | Parti             | # de voix | % des voix |
|       | (x) David Tilson | Conservateur      | +23 363,  | 53,21 %    |
|       | Rebecca Finch    | Libéral           | +08 495,  | 19,35 %    |
|       | Jason Bissett    | NPD               | +04 385,  | 9,99 %     |
|       | Ard Van Leeuwen  | Vert              | +07 377,  | 16,8 %     |
|       | Dean Woods       | Action canadienne | +00284,   | 0,65 %     |
| Total | Total            | Total             | 43 904    | 100 %      |